# فوقسيات
رتبة الفوقسيات (الاسم العلمي: Fucales) هي رتبة من الطلائعيات تتبع طائفة الطحالب البنية من صف الفوقسانية. 

## فصائل
- الفوقسية
- السرجسية